# Chiesa di Santa Maria a Lamole
La chiesa di Santa Maria a Lamole si trova nel comune di Lastra a Signa (in provincia di Firenze), nei pressi della frazione Brucianesi.

## Storia
Attualmente in stato di abbandono, risale al XII-XIII secolo.

## Descrizione
Le opere d'arte che vi erano conservate (oggi in parte custodite nella nuova chiesa parrocchiale costruita nel 1954 in Brucianesi) dimostrano che in passato, soprattutto nel Quattrocento, la chiesa ebbe notevole importanza.
Tra quarto e sesto decennio del XV secolo furono eseguiti gli affreschi che decoravano le nicchie dei due altari laterali, raffiguranti San Nicola di Bari tra santi e San Zanobi tra le sante Lucia e Verdiana, della bottega di Bicci di Lorenzo. Tali affreschi sono stati rimossi dalla chiesa, in attesa di una sistemazione museale adeguata.
Tra il 1470 e il 1480 furono realizzate le tavole di Bernardo di Stefano Rosselli (Deposizione tra santi) e del Maestro di San Miniato (Madonna col Bambino tra angeli, parte centrale di un dipinto di più grandi dimensioni).
Sempre all' interno anche due pregevoli altari in pietra serena del 1640 circa fatti edificare dai fratelli Angelo e Lorenzo Del Turco, uno con due stemmi antichi Del Turco con tre delfini, l'altro con due stemmi più moderni Del Turco raffiguranti un leone.
Infatti la famiglia Del Turco (ora Rosselli Del Turco) nel XIV secolo dimorava nel territorio di questa Parrocchia.